# Livingston County (Michigan)
Das Livingston County ist ein County im Bundesstaat Michigan der Vereinigten Staaten. Der Verwaltungssitz (County Seat) ist Howell. Das U.S. Census Bureau hat bei der Volkszählung 2020 eine Einwohnerzahl von 193.866 ermittelt.
Das Livingston County ist Bestandteil von Metro Detroit, der Metropolregion um die Stadt Detroit.

## Geographie
Das County liegt im mittleren Südosten der Unteren Halbinsel von Michigan und hat eine Fläche von 1516 Quadratkilometern, wovon 44 Quadratkilometer Wasserfläche sind. Es grenzt an folgende Countys:
| Shiawassee County |                  | Genesee County |
| Ingham County     |                  | Oakland County |
| Jackson County    | Washtenaw County |                |

## Geschichte

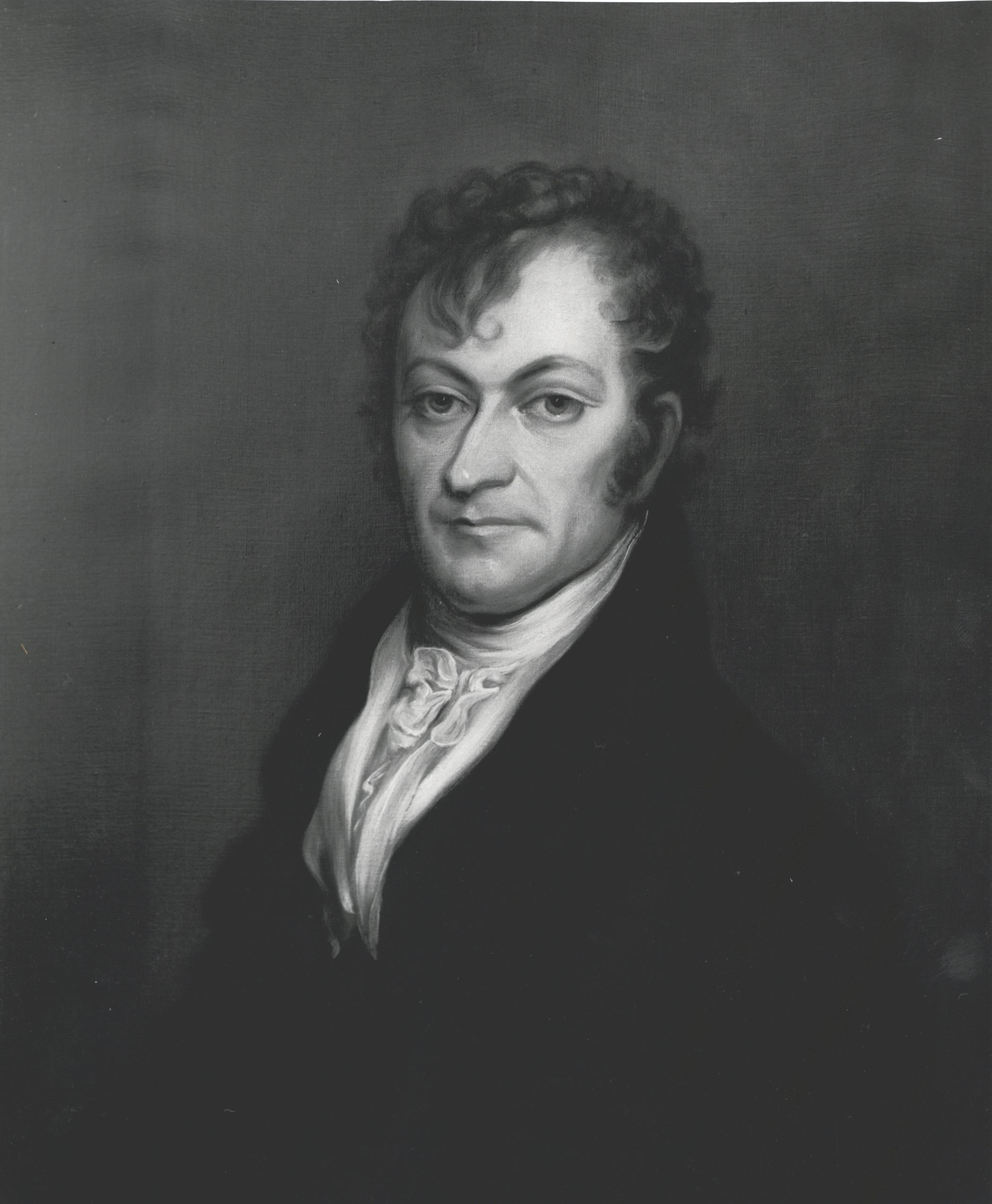
Edward Livingston

Das Livingston County wurde 1836 aus Teilen des Shiawassee County und des Washtenaw County gebildet. Benannt wurde es nach Edward Livingston (1764–1836), einem früheren Außenminister der USA.
Das County gehört zu den so genannten Cabinet Countys, da es wie einige andere nach einem Mitglied des Kabinetts von US-Präsident Andrew Jackson benannt wurde.
14 Bauwerke und Stätten des Countys sind im National Register of Historic Places eingetragen (Stand 30. November 2017).

## Demografische Daten

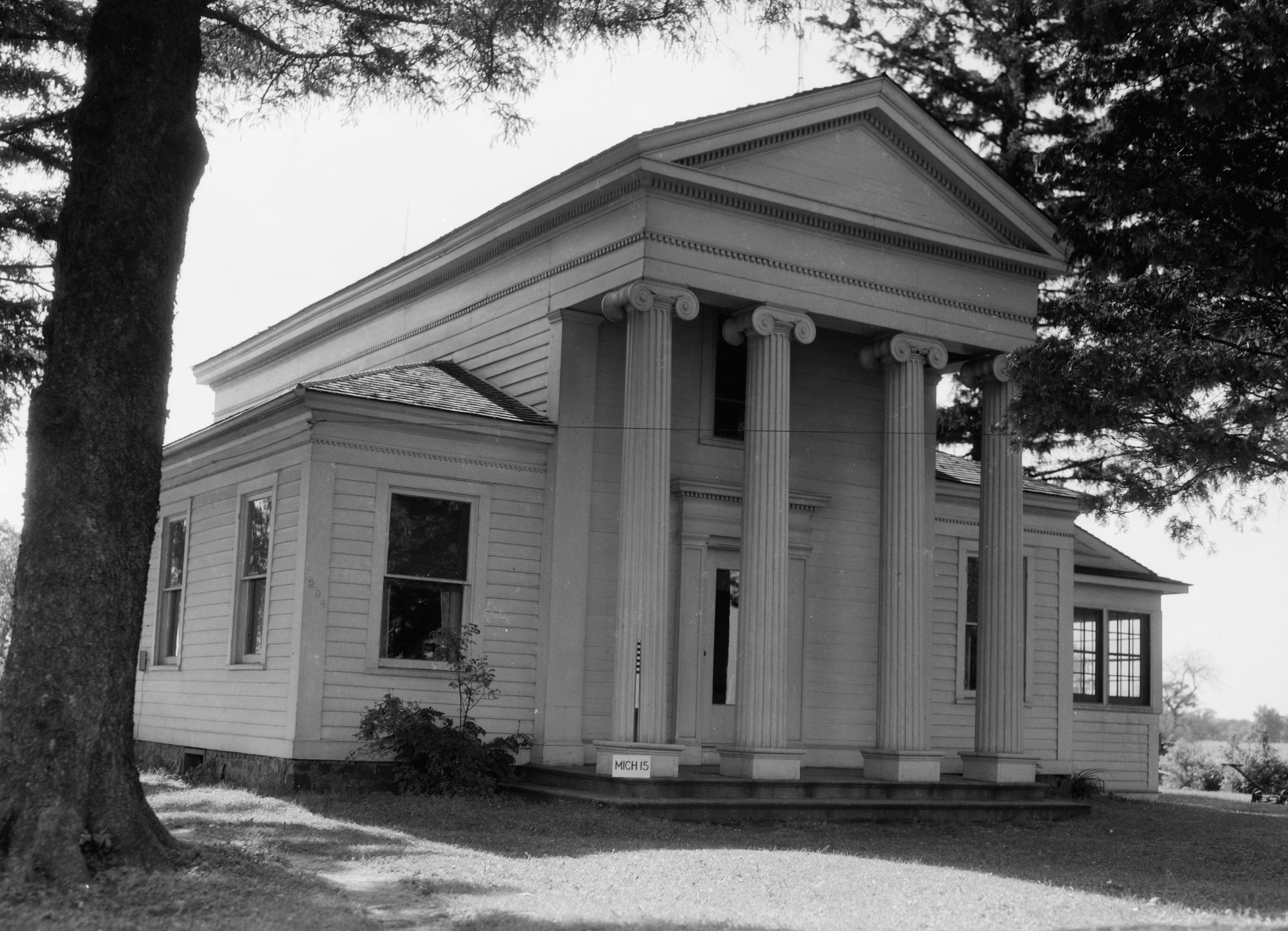
Alonzo W. Olds House, gelistet im NRHP

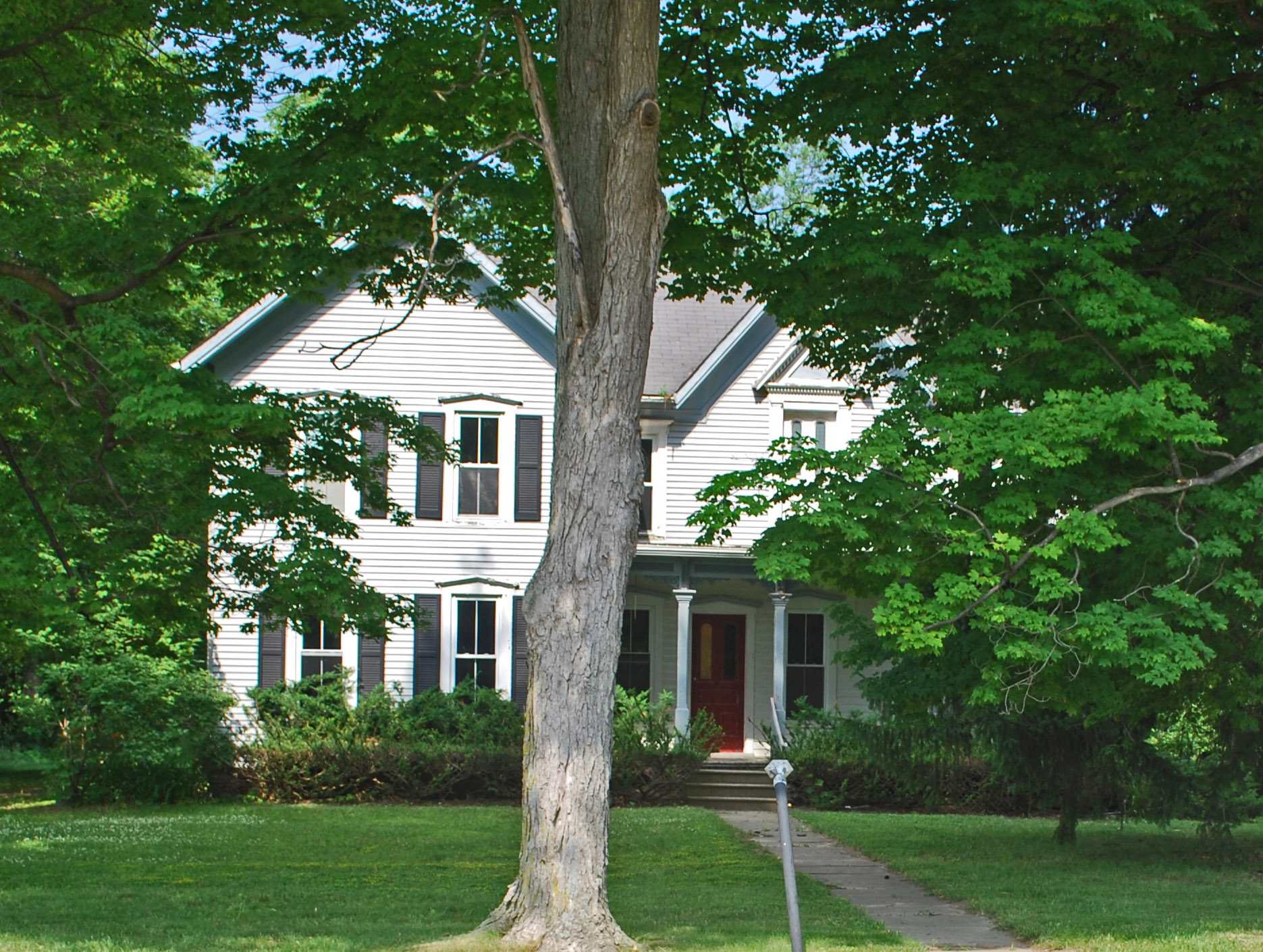
George Louk Farm, gelistet im NRHP

Nach der Volkszählung im Jahr 2000 lebten im Livingston County 156.951 Menschen in 55.384 Haushalten und 43.531 Familien. Die Bevölkerungsdichte betrug 107 Einwohner pro Quadratkilometer. Ethnisch betrachtet setzte sich die Bevölkerung zusammen aus 97,13 Prozent Weißen, 0,46 Prozent Afroamerikanern, 0,43 Prozent amerikanischen Ureinwohnern, 0,57 Prozent Asiaten, 0,03 Prozent Bewohnern aus dem pazifischen Inselraum und 0,32 Prozent aus anderen ethnischen Gruppen. 1,06 Prozent stammten von zwei oder mehr Ethnien ab. 1,24 Prozent der Bevölkerung waren spanischer oder lateinamerikanischer Abstammung, die verschiedenen der genannten Gruppen angehörten.
Von den 55.384 Haushalten hatten 39,8 Prozent Kinder unter 18 Jahren, die bei ihnen lebten. 68,5 Prozent waren verheiratete, zusammenlebende Paare, 6,8 Prozent waren allein erziehende Mütter und 21,4 Prozent waren keine Familien. 17,1 Prozent waren Singlehaushalte und in 5,4 Prozent lebten Menschen im Alter von 65 Jahren oder darüber. Die Durchschnittshaushaltsgröße lag bei 2,80 und die durchschnittliche Familiengröße bei 3,18 Personen.
28,8 Prozent der Bevölkerung waren unter 18 Jahre alt. 6,6 Prozent zwischen 18 und 24 Jahre, 31,7 Prozent zwischen 25 und 44 Jahre, 24,6 Prozent zwischen 45 und 64 Jahre und 8,3 Prozent waren 65 Jahre oder älter. Das Durchschnittsalter betrug 36 Jahre. Auf 100 weibliche kamen statistisch 102,1 männliche Personen. Auf 100 Frauen im Alter von 18 Jahren und darüber kamen 99,7 Männer.

Das jährliche Durchschnittseinkommen eines Haushalts betrug 67.400 USD, das Durchschnittseinkommen einer Familie 75.284 USD. Männer hatten ein Durchschnittseinkommen von 54.358 USD, Frauen 32.073 USD. Das Prokopfeinkommen betrug 28.069 USD. 2,4 Prozent der Familien und 3,4 Prozent der Bevölkerung lebten unterhalb der Armutsgrenze.

## Städte, Gemeinden und Townships
| Citys - Brighton - Howell | Villages - Fowlerville - Pinckney |

Unincorporated Communitys
- Anderson
- Chalkerville
- Chilson
- Cohoctah
- Cohoctah Center
- Deer Creek
- Deerfield Center
- Fleming
- Green Oak
- Gregory
- Hallers Corners
- Hamburg
- Hartland
- Hell
- Kaiserville
- Lakeland
- Nicholson
- Oak Grove
- Parishfield
- Parkers Corners
- Parshallville
- Pettysville
- Plainfield
- Rushton
- Unadilla
- Whitmore Lake
- Williamsville

Townships
- Brighton Township
- Cohoctah Township
- Conway Township
- Deerfield Township
- Genoa Township
- Green Oak Township
- Hamburg Township
- Handy Township
- Hartland Township
- Howell Township
- Iosco Township
- Marion Township
- Oceola Township
- Putnam Township
- Tyrone Township
- Unadilla Township